# یوزف هردا
یوزف هردا (چکی: Jozef Herda; ۲۱ آوریل ۱۹۱۰ – ۴ اکتبر ۱۹۸۵) کشتی‌گیر اهل چکسلواکی بود.